# Saint-Cyr-l’École
Saint-Cyr-l’École település Franciaországban, Yvelines megyében. Lakosainak száma 20 451 fő (2022. január 1.). Saint-Cyr-l’École Bailly, Bois-d’Arcy, Fontenay-le-Fleury, Guyancourt, Montigny-le-Bretonneux és Versailles községekkel határos.

## Népesség
A település népessége az elmúlt években az alábbi módon változott:
| Lakosok száma | 18 089 | 18 221 | 18 713 | 18 795 | 19 011 | 19 792 | 20 611 | 20 971 | 20 451 |
|               | 2013   | 2015   | 2016   | 2017   | 2018   | 2019   | 2020   | 2021   | 2022   |